# قربانی کردن

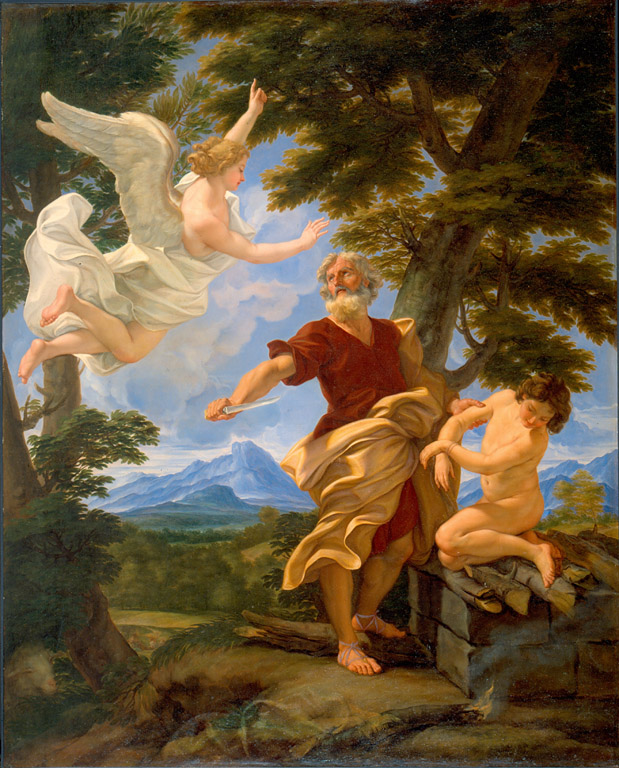
نقاشی ابراهیم در حال قربانی کردن پسرش اسحاق که در عهد عتیق آمده‌است. در این داستان فرشته‌ای مانع عمل او می‌شود. ابراهیم در افسانه مشابه اسلامی، پسر دیگرش اسماعیل، را به قربان‌گاه می‌برد و عید قربان اشاره به این داستان دارد.

قربانی تقدیم اموال مادی یا جان حیوانات یا انسان‌ها به یک الوهیت به عنوان عمل کفاره یا پرستش است.
قربانی کردن یک آیین مذهبی است که در آن یک شیء به الوهیت ارائه می‌شود تا رابطه صحیح یک انسان با نظام مقدس برقرار، حفظ یا احیا شود. این یک پدیده پیچیده‌است که در اولین شکل‌های شناخته شده عبادت و در همه نقاط جهان یافت شده‌است.
ادوارد بارنت تایلور نخستین مردم‌شناسی است که به‌طور علمی به تحقیق در زمینه قربانی پرداخته و معتقد است که قربانی، هدیه‌ای به موجودات ماوراء طبیعی بوده، تا علاقه آن‌ها به قربانی کنندگان جلب شود یا دشمنی آن‌ها را کاهش دهد.
در خصوص تاریخچه قربانی در دوران باستان گفته می‌شود که بشر همواره به دنبال ایجاد پیوندی میان خود، خداوند و مقدسات دینی بوده و قربانی کردن یکی از روش‌هایی است که این پیوند را به وجود می‌آورد. در یونان باستان، قربانی نماد کفاره، تزکیه، آرامش خاطر و استمداد از رحمت خدایان بوده و در مصر باستان نیز قربانی به عنوان عملی آیینی رواج داشته‌است.

## تعریف
دانشنامه دین، قربانی را عملی مذهبی می‌داند که در آن چیزهایی از تملّـک شخص خارج شده، به خدا یا یک نیروی فوق طبیعی اختصاص می‌یابد و تقدیم آنها می‌شود.
قربانی کردن، ادای دینی است برای خدایان، تا شکرانه‌ای باشد به سبب آنچه از او دریافت کرده‌اند و گاه نیز برای پوزش و فرونشاندن خشم خدایان به سبب گناهانی که یک قوم مرتکب شده‌اند تا ریخته شدن خون موجودی دیگر، سبب صیانت قربانی کنندگان شود و در پایان نیز با خوردن گوشت قربانی، جشنی ترتیب دهند به پاس پذیرش قربانی از سوی خدایان و قبول توبه. بررسی متون و آثار برجای مانده از ادیان مختلف و دوران کهن حکایت از آن دارد که مراسم قربانی با اهداف مختلفی همچون فروکاستن از خشم خدایان، طلب باران، باروری زمین، کسب موفقیت در جنگ یا رفع بیماری‌های واگیر و کشنده صورت می‌گرفته‌است.
عنصر قربانی شده بسته به جامعه‌های ابتدایی آن زمان، محدود به موجودات خاص نبود؛ از موجودی مظلوم و بیگناه برای برانگیختن حس ترحم خدایان، حیواناتی چون بز و گاو یا موجودی عزیز و ارزشمند از جنس انسان؛ مثل قربانی کردن خود پادشاه یا فرزند ذکور نخستین او، تا قربانی کردن خود خدایان (ایزدان فروتر) برای خدایی بزرگتر را شامل می‌شده که از اهمیت و ارزش والای قربانی در نزد اقوام و آیین‌های کهن حکایت دارد.
لفظ قربانی که در عربی از «قرب» به معنای نزدیکی گرفته شده‌است، بدین معناست که در همهٔ قربانی‌ها، نزدیکی جستن به خدا یا خدایان یا قوای فوق طبیعی در نظر بوده‌است.
واژه انگلیسی "sacrifice" که معادل قربانی شمرده می‌شود، افزود: در زبان لاتین نیز "سکریفیچیوم" (sacrificium) معادل قربانی است که از دو واژه سَکِر "sacer" به معنای جدا و متمایز کردن و فاچِرِ "facere" به معنای انجام دادن است و ریشه لاتینی کلمه مزبور نشان می‌دهد که چیزی یا شیئی به خاطر اهمیت و ارزشی که دارد از اشیای پیرامون خود جدا می‌شود تا به منظور به دست آوردن خواسته مهم‌تری، پیشکش شود.

## ایران

### آیین‌های کهن ایرانی

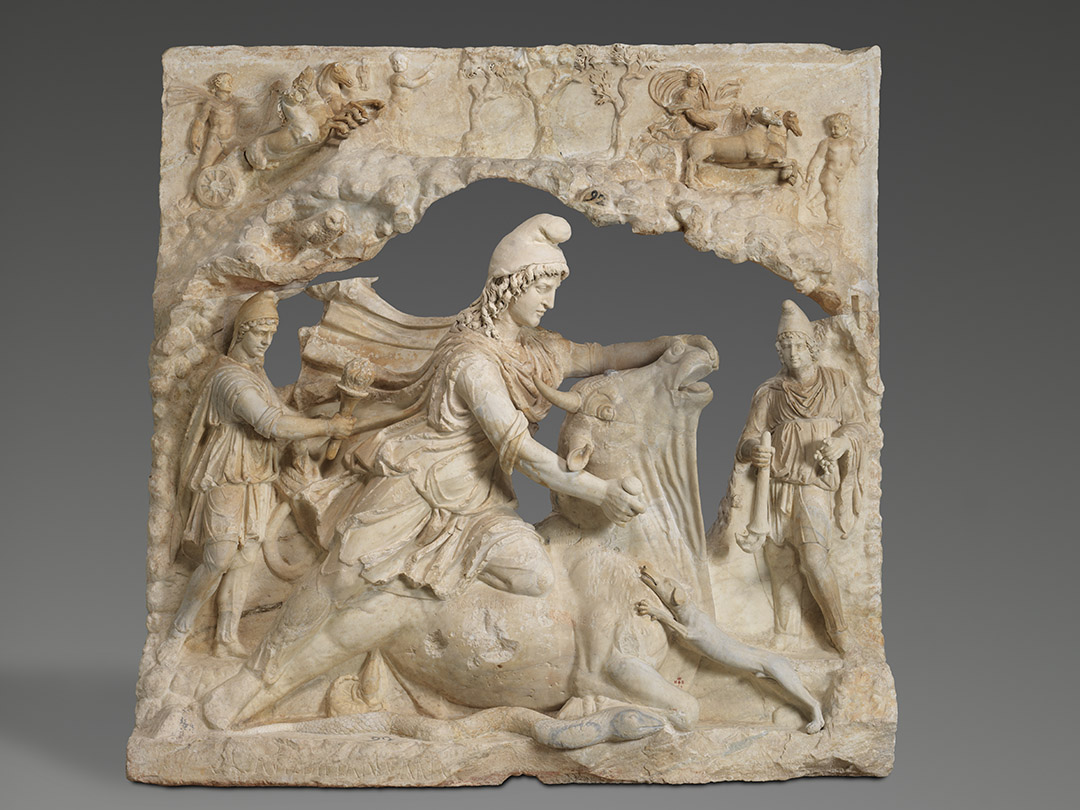
میترا در حال ذبح گاو. در آیین مهرپرستی قربانی کردن دارای اهمیت فراوان بود.

در آئین کهن دیویسنا تا پیش از ظهور مزدیسنا (و مبارزهٔ زرتشت با آئین آنها) رسم کرپان دست کم توسط سه گروه پیروی و پاسداری می‌شد: اوسیج‌ها، بندوان و کاویان. طریقه برگزاری و چگونگی آن بجز ردی که در تاریخ کنعان و سامیان باستان در دست است، مابقی با غلبهٔ هر دین جدید از بین رفته. اما می‌دانیم اهداف آن مهرپرستانه و تقریباً مشابه امروز، یعنی جذب نیروهای خیر و دفع نیروی شر بوده‌است.
قربانی کردن گاو در آیین مهرپرستی به مثابهٔ یکی از مهمترین مراسم‌ها اجرا می‌شده‌است تا با ریخته شدن خون گاو، زمین به حیات دوباره برسد و با خوردن گوشت آن، پیروان این آیین به جاودانگی و نامیرایی رسند.
در تمدن عیلام قربانی به عنوان یکی از اساسی‌ترین سنت‌های آئینی برای جلب رضایت خدایان محسوب می‌شد. در جشن مادر بزرگ که در شروع فصل پاییز برگزار می‌شد که در دوره‌های کهن آغاز سال نو در عیلام نیز بود. در بیشهٔ مقدس ایزدبانو، گوسفندهای بالغ و پرواری در آیینی به نام «گوشوم» قربانی می‌شدند. این جشن روز قربانی نامیده می‌شد. در جشن دیگری به نام «سیموت» نیز گاو نر قربانی می‌کردند.

### مهرپرستی
ازجمله سنت‌های آیینی مهرپرستی اجرای مراسم قربانی است؛ قربانی که برای انسان همراه با برکت و دفع بلا بود. بلاگردان این آیین می‌توانست انسان، حیوان و گیاهی باشد که با آداب خاصی برگزار می‌شد و اجرای این مراسم برای مؤمنان معتقد ضروری بود. آنان باور داشتند که آیین باید دقیق انجام شود تا خشم و غضب خدایان و خشک‌سالی آنان را تهدید نکند. سنت قربانی به شیوه‌های مختلفی در ایران انجام می‌گردید. هم‌اکنون نیز برای هر جشن و شادمانی، تولد و ازدواج، اجرای مراسم دینی، دیدار شخصیتی بزرگ حیوانی قربانی می‌شود و این‌ها بازماندهٔ تفکر اسطوره‌ای رسیدن به شادی و برکت و دفع نیروهای شیطانی است که در بعضی مواقع با ساز و دهل همراه می‌گردد. قربانی کردن در مهرپرستی مرتبط با آیین آسمانی همراه هست و در دوره های ۲۱۶۰ ساله نوع قربانی بر اساس چینش صورت فلکی ها تغییر میکند. در عصر جدید که از سال ۱۳۹۲ شروع شده ، مهرپرستان ۲ عدد ماهی را به عنوان قربانی پیشکش آسمان میکنند که یکی از دو ماهی در آتش مقدس سوزانده میشود و دیگر ماهی به نیازمند اهدا میشود که به این مراسم قربانی دو ماهی میگویند .

### زرتشت
پس از ظهور زرتشت به دلایلی مانند مقابله با نمادهای مهرپرستی، ترویج یگانه‌پرستی، لزوم یکجانشینی و توسعهٔ تمدن، با قربانی کردن گاو به شدت مقابله می‌شود و حراست و حمایت از گاو مورد توجه خاص زرتشت قرار می‌گیرد. زرتشت در گاتاها از کیان و کرپان و اوسیج‌ها که دسته ای از امرا و پیشوایان دیویسنان بودند
بدگویی می‌کند که به حیوانات ظلم و بیداد روا می‌دارند و به جای آنکه آنان را بپرورانند و به زراعت
وادار سازند، آنان را به ناله درمی‌آورند حتّی زرتشت در گاتها به کسانی که حیوانات را با فریاد شادمانه قربانی می‌کنند، نفرین می‌فرستد. گاتاها به هیچ روی از آیین‌های دین و مراسم پرستش و آداب قربانی و اعیاد گفتگو نیست. زرتشت اعمال قربانی و باده‌نوشی‌های دینی و بکار بردن هوم را با سختی و قاطعیت مردود دانسته‌است. پلوتارک مورخ یونانی نوشته‌است زرتشت ایرانیان را در عبادت اهورامزدا فقط به فدیه معنوی که نیایش و سپاسگزاری باشد موعظه نمود. در آیین مختلط دوران پایانی سلسله هخامنشیان، جنبه زرتشتی به وضوح بر جنبه چندخدایی پیشین آن چیرگی یافته و دیگر از قربانی‌کردن، که پیروان زرتشت از آن نفرت داشتند، یادی نمی‌شود.
در شاهنامه فردوسی نیز آمده‌است ایرانیان باستان تا پیش از ضحاک به گیاهخواری و پرهیز از کشتن حیوانات می‌پرداخته‌اند.
| جز از رستنیها نخوردند چیز    |  | ز هرچ از زمین سر برآورد نیز  |
| پس آخر شه بدکنش رای کرد      |  | به دل کشتن جانور جای کرد     |
| ز هر گونه از مرغ و از چارپای |  | خورش کرد و آورد یک یک به جای |

### هخامنشی
در دورهٔ هخامنشی نیز مناسک قربانی برای خدایان ایرانی و عیلامی تحت عنوان کوشوکوم برگزار می‌گردید که در کتیبه‌های باستانی باروی تخت جمشید به آن اشاره شده‌است. هخامنشیان به دلیل نزدیکی فرهنگی ای که با عیلام داشتند، گوسفندانی را برای پیشکشی در مراسم قربانی کوشوکوم (Kušukum) که در تخت جمشید و حوالی آن انجام می‌شد، اختصاص می‌دادند. هاید ماری کخ در مقاله خداشناسی و پرستش در عیلام و ایران هخامنشی احتمال می‌دهد که ریشه این مراسم قربانی را باید در مراسم «گوشوم» (Gušum) جستجو کرد که به «بانوی شهر بلندمرتبه» پیشکش شده بود. هویت بانوی شهر بلندمرتبه مشخص نیست. شاید این مراسم برای یک خدا- مادر قدیمی برگزار می‌شده و بعداً به پینیکیر و کری‌ریشا منتقل شده‌است. هدایای مراسم گوشوم در دوره عیلام میانی به کری‌ریشا تقدیم می‌شده‌است و در جریان آن تعدادی قوچ جوان پروار قربانی می‌شد. گوشت قربانی‌ها کباب شده و هرکس قطعه‌ای از آن دریافت می‌کرد (کخ). هنوز هویت واقعی مراسم کوشوکوم در دوره هخامنشی مشخص نیست؛ اما با توجه به انطباق روایت قربانی‌هایی که به درگاه آناهیتا انجام می‌شده در اوستا، پیشینه عیلامی مراسم قربانی کوشوکوم که به درگاه خدابانوی مادر تقدیم می‌شده‌است.
گزنفون نیز در کوروش‌نامه بارها از قربانی‌های کوروش نام برده‌است، «در نخستین روزی که کوروش، شاهنشاهی خود را آغاز کرد و به کاخ شاهی قدم گذاشت و در حین ورود به درگاه قصر، برای (هستیا) خدای اجاق خانوادگی و اهورامزدا، پروردگار عالم و دیگر خدایان که مغ‌ها اسم برده بودند قربانی کرد، در هنگام پادشاهی، کوروش هر روز سحرگاه عبادت و قربانی به جای می‌آورد». گزنفون در نوشته‌هایش اشاره کرده‌است که «رسم قربانی کردن در دستگاه پادشاه ایران معمول بوده و پارسیان از شهریاران خود مجدانه پیوری می‌نمودند و می‌پنداشتند که هر چه در کار عبادت کوشاتر باشند، نیک‌بختی ایشان بیشتر خواهد شد. کوروش همه مال و ثروت خود را صرف خیرات و قربانی می‌کرد و همچنین پس از پیروزی‌هایش در صدد قربانی برمی‌آمد».

### دوره اشکانی
امپراتوری اشکانی از فرهنگ‌ها، مذاهب و باورهای گوناگونی، به ویژه از آیین‌های ایرانی و یونانی تشکیل می‌شد. گذشته از اقلیت یهودیان در زمان اشکانیان مهرپرستی به غرب ایران رخنه می‌کند. مهرپرستی و آیین‌های آن با روحیه جنگجویی اشکانیان سازگار بوده‌است. نویسندگان قدیم از قربانی اسب توسط اشکانیان یاد کرده‌اند. از آن جمله مؤلف کتاب «پری ژزیس» (در میان سال‌های ۱۴۳ و ۱۷۶ میلادی) می‌نویسد: «مردمان لاکونیا در بالای کوه مقدس تایژتوس (در شبه جزیره پلوپونز در جنوب یونان) از برای خورشید اسب قربانی می‌کنند. سپس می‌نویسد چنانچه می‌دانیم این رسم از عادت ایرانیان است.»

### دوره ساسانی
قربانی کردن حیوانات در بعضی از قدیمی‌ترین اشکال دین ایرانی وجود داشت که از فرهنگ مردمان هندوایرانی برجای مانده بود. زرتشت در خلال اصلاحات خود این مراسم را ملغی کرد. در دوره‌های بعد، این قربانی کردن‌ها دوباره تا حدودی مرسوم شد. البته قربانی‌ها را به اهورامزدا تقدیم نمی‌کردند بلکه به موجودات آسمانی فرودست یا به عبارتی ایزدان پیشکش می‌دادند. قربانی‌های غیرخونین که به ویژه شامل نوشیدنی مقدس و سکرآور هوم بود، همچنان از اهمیت خاصی برخوردار بود. به هر حال چنان‌که متن یشتها نشان می‌دهد، مزدیسنا قربانی خونین را پذیرفته‌است.
در ایران در برخی از شهرها و روستاها هنوز در مراسم یزشن قربانی کردن انجام می‌شود که احتمالاً نسخه‌ای از آن در ایران باستان نیز وجود داشته‌است. در کتاب‌های زبان پهلوی زبانی که از اوایل دوران اشکانی، نخست در جنوب غربی ایران و سپس در زمان ساسانیان به عنوان زبان رسمی همهٔ شاهنشاهی ایران رواج داشته‌است، قربانی حیوانات جایگاه ویژه‌ای دارد و بسیار در مورد آن سخن رفته و اهمیت قربانی کاملاً در یشتها آشکار است. در «تیشتریشت» یا «تیر یشت»، در بند ۵۸ آمده‌است که «اهورامزدا گفت از برای تیشتر ممالک آریایی باید یک گوسفند بریان کنند؛ سفید یا سیاه یا رنگ دیگر اما یکرنگ باشد». در ادامه در بند ۵۹ آمده‌است که «به بدکاران نباید از آن قربانی چیزی برسد در غیر این صورت تیشتر چاره و درمان را از سرزمین برمیگیرد».
در وَرَهرام‌یَشتِ بخشی از خرده‌اوستا به قربانی کردن گوسفند اشاره شده‌است، «اهورامزدا به زرتشت دستور می‌دهد که گوسفندی سفید گرفته، ذبح کند و پیروان خود را بر آن مهمان کند. ولی هیچ دشمن و هیچ بدکاری حق ندارد که از این گوسفند قربانیِ نذری بخورد.»

### پس از اسلام
امروزه قربانی کردن در بین ایرانیان نیز در مناسبت‌های مختلف مذهبی یا غیر مذهبی صورت می‌گیرد آداب مذهبی قربانی کردن ایرانیان در عید قربان و سفر حج با قربانی کردن دیگر مسلمانان تفاوتی ندارد. در این رسم معمولاً گوسفند و گاهی مرغ، گاو یا حیوان دیگری ذبح می‌شود. رسم خاص ایرانیان قربانی کردن در مراسم خانوادگی و اجتماعی دیگر است. به گونه‌ای که در مراسم عروسی، بازگشت مسافر از سفر، بیماری، خرید خانه یا اتومبیل و برای سلامت فرزندان قربانی صورت می‌گیرد. گوشت حیوان ذبح شده معمولاً بین همسایگان و دوستان تقسیم می‌شود. عده‌ای از ایرانیان برای کمک به فقرا، محرومین و نیازمندان هم قربانی می‌کنند.

## در یهودیت

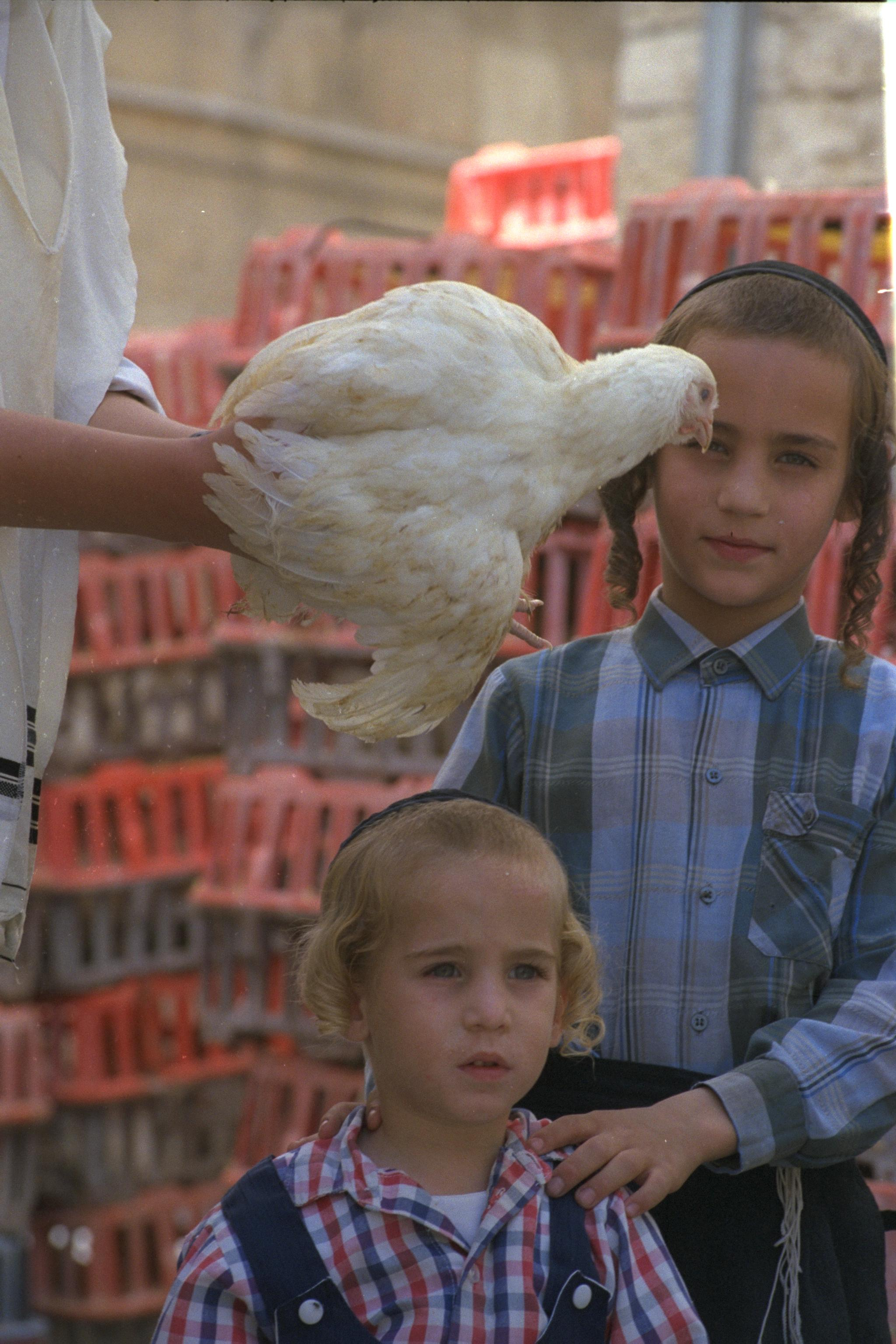
مراسم کپاروت

در یهودیت، واژه کوربان (Korban) برا ی قربانی کار برده می‌شود. معنای اصلی این کلمه، تقرب به خداوند و از ریشه Karav به معنای «نزدیک شدن» است. قربانی از مهم‌ترین شعائر خدمت به خدا و مرکز ثقل عبادات دین یهود است. قربانی در یهودیت نشانهٔ امضای عهدنامه، کفاره گناهان و اصلاح رابطه بین انسان و خداست. با خون قربانی‌ها، عهد خدا با قوم یهود استوار می‌گردد و خدا و قوم یهود با هم متحد می‌شوند. وابستگی مستقیم قربانی به معبد مقدس یهودیان، این آیین را، پس از تخریب معبد، به تعطیلی کشاند. در مراحل بعد یهودیان جایگزین‌هایی را برای قربانی در نظر گرفتند. جایگزین‌هایی که عالمان یهودی برای قربانی مطرح
کرده‌اند عبارتند از: نماز، قرائت تورات، صدقه، روزه.

### کپاروت
کپاروت (کفاره) مراسمی است سنتی در آیین یهود که طی آن گناهان فرد با قربانی کردن یک مرغ کفاره می‌شود. در این آیین ربّی یا روحانی یهودی نیایش‌کنان مرغی را دور سر خود و فردی که باید گناهانش به این حیوان منتقل شود می‌گرداند و سپس مرغ ذبح شده، گوشت آن میان نیازمندان تقسیم می‌شود. پیشینه این مراسم سنتی به سده‌های میانه می‌رسد و با آنکه در میان پیروان اکثر فرقه‌ها و شاخه‌های یهودیت منسوخ شده، اما همچنان هر سال در میان شماری از یهودیان راست‌کیش انجام می‌شود.

## در مسیحیت
دیدگاه و نگرش مسیحیان نسبت به قربانی متفاوت از یهودیان است، به شکلی که در دین مسیحیت مناسک دینی همراه با عرفان تفسیر و تعبیر می‌شوند. در آیین مسیحیت عیسی، مظهر و نماد قربانی است. بر این اساس به صلیب کشیده شدن عیسی، انسان را از گناهان پاک ساخته و این اقدام را نوعی قربانی عرفانی برای همه انسان‌ها می‌دانند. در مسیحیت، فدا شدن جان عیسی مسیح، در راه رساندن پیام الهی به انسان، به عنوان عالی‌ترین قربانی‌ای است که نه انسان به خدا، بلکه خدا به انسان داد و نشانهٔ محبت بی‌اندازهٔ خدا به انسان‌هاست. در نتیجه قربانی کردن حیوانات بر طبق کتاب مقدس مسیحی، در مسیحیت منسوخ شده و نباید آن را انجام داد.